# 双江 (都柳江)
双江，又称四寨河，位于中国贵州省东南部，是柳江上游都柳江段左岸支流，发源于黎平县九潮镇高寅村，东北流至曰寨村转东南流，沿榕江、黎平县界和从江、黎平县界进入从江县境，于从江县往洞乡孔寨村以南右纳曾冲河（贡寨河）后折向东，复入黎平县境，曲折东流至双江乡折向南，又进入从江县境，至从江县城丙妹镇平毫村西北汇入都柳江。干流长93千米，流域面积1377平方千米。流域内森林资源丰富，森林覆盖率53.15%。流域内主要有侗、汉、苗、瑶、布依、壮等民族，其中侗族占总人口的58.5%。